# Diego Taba
Diego Taba (japanisch 田場 ディエゴ Taba Diego; * 31. Mai 1996 in der Präfektur Kanagawa) ist ein japanischer Fußballspieler.

## Karriere
Taba erlernte das Fußballspielen in der Schulmannschaft der Nihon University Fujisawa High School und der Universitätsmannschaft der Kokushikan-Universität. Seinen ersten Vertrag unterschrieb er 2019 beim YSCC Yokohama. Der Verein aus Yokohama spielte in der dritten japanischen Liga.